# Comuna Țambula, Sîngerei
Comuna Țambula este o comună din raionul Sîngerei, Republica Moldova. Este formată din satele Țambula (sat-reședință), Octeabriscoe și Pălăria.

## Demografie
Conform datelor recensământului din 2014, comuna are o populație de 1.552 de locuitori. La recensământul din 2004 erau 1.481 de locuitori.

## Administrație și politică
Componența Consiliului local Țambula (9 consilieri), ales la 5 noiembrie 2023, este următoarea:
|  | Partid                                       | Consilieri | Componență | Componență | Componență | Componență | Componență |
|  | -------------------------------------------- | ---------- | ---------- | ---------- | ---------- | ---------- | ---------- |
|  | Partidul Nostru                              | 5          |            |            |            |            |            |
|  | Partidul Socialiștilor din Republica Moldova | 4          |            |            |            |            |            |